# Statuetta di Tuxtla
Col termine di Statuetta di Tuxtla si intende una piccola figurina ogivale, alta 16 cm., scolpita in nefrite, una pietra verde che rappresenta una persona accovacciata, presumibilmente uno sciamano, con una maschera avente un becco a spatola, ed un mantello simile ad ali d'uccello. Sulla superficie sono incisi 75 glifi epi-olmechi, uno dei pochi esempi ancora esistenti si questo antico  Sistema di scrittura mesoamericano. Tra questi spiccano quelli che formano la data, in lungo computo, corrispondente al marzo 162 d.C. (che, nel 1902 rappresentava la più antica data in lungo computo, ritrovata). Quindi la statuetta appartiene alla stessa zona ed allo stesso periodo storico della Stele nº 1 di La Mojarra e può essere fatta risalire alle stesse persone.
Il volto umano, scolpito nella pietra, è assolutamente comune fatta eccezione per il lungo becco che si estende sul petto.  Questo becco è stato identificato come quello del Becco a cucchiaio, un uccello molto comune nella zona di Tabasco e sulla costa del golfo (Veracruz).

## Storia
La statuetta di Tuxtla venne scoperta casualmente nel 1902, da un contadino che stava arando il suo campo sulle colline occidentali della Sierra de los Tuxtlas nello stato messicano di Veracruz.  Venne, poco tempo dopo, acquistata dallo Smithsonian Institution. Si suppone che fosse arrivata negli Stati Uniti di contrabbando, nascosta in un carico di tabacco diretto a New York.
All'epoca, molti studiosi dei Maya, incluso Sylvanus Morley, non credeva che la statuetta risalisse ad un periodo antecedente quello della civiltà Maya e suggerirono che le date ed i testi dovessero essere stati incisi molto dopo il 162  invece, scoperte successive  come la Stele nº 1 di La Mojarra e la stele C di Tres Zapotes, confermarono l'antichità della statuetta.
Ancora oggi la statuetta di Tuxtla appartiene allo Smithsonian Institution e fa parte delle collezioni del dipartimento d'antropologia a Washington, D.C. (Catalogoe No. A222579-0)].